# Sonido Gallo Negro
Sonido Gallo Negro est un groupe de cumbia mexicain, originaire de Mexico. Leur style musical est principalement basé sur la cumbia péruvienne et l'inclusion de sons et d'instruments de musique des années 1970 ainsi que l'esthétique du psychédélisme,.

## Biographie
Sonido Gallo Negro a été formé en 2010 par des membres de groupes principalement surf tels que Espectroplasma, Twin Tones et Telekrimen, ainsi que par l'artiste graphique Dr Alderete qui, en plus de jouer du thérémine, réalise des œuvres d'art en direct. Certains des membres de Sonido Gallo Negro sont des habitants de San Juan de Aragón, un quartier de l'est de Mexico. Ses membres se retrouvent dans les concerts organisés à l'Alicia Cultural Multiforo,.

## Discographie

### Albums studio
- 2011 : Cumbia salvaje
- 2013 : Sendero místico
- 2016 : Ecos de otro mundo
- 2018 : Mambo cósmico
- 2019 : Unknown Future

### EP
- 2018 : Cumbia del Borra, sur Music Inspired by the Film Roma